# Oudon (Mayenne)
Der Oudon  ist ein Fluss in Frankreich, in der Region Pays de la Loire. Er entspringt im Gemeindegebiet von La Gravelle auf einer Höhe von 160 Metern und entwässert grundsätzlich in südöstlicher Richtung. Er hat einen Verlauf mit einer Vielzahl von Mäandern und mündet nach rund 103 Kilometern südöstlich von Le Lion-d’Angers als rechter Nebenfluss in die Mayenne.
Auf seinem Weg durchquert der Oudon die Départements Mayenne und Maine-et-Loire.
Von der Flussmündung bis zur Stadt Segré ist der Oudon schiffbar und wird heute für den Wassertourismus mit Sport- und Hausbooten genutzt.

## Orte am Fluss
- La Gravelle
- Montjean
- Méral
- Cossé-le-Vivien
- Athée
- Livré-la-Touche
- Craon
- Chérancé
- Châtelain
- Nyoiseau
- Segré
- Le Lion-d’Angers